# Gare de Jūjō (Tokyo)
La gare de Jūjō (十条駅, Jūjō-eki) est une gare ferroviaire de la ville de Tokyo au Japon. Elle est située dans l'arrondissement de Kita. La gare est gérée par la East Japan Railway Company (JR East).

## Situation ferroviaire
La gare de Jūjō est située au point kilométrique (PK) 15,2 de la ligne Saikyō.

## Histoire
La gare a été inaugurée le 1er novembre 1910.

## Service des voyageurs

### Accès et accueil
La gare dispose d'un bâtiment voyageurs, avec guichet, ouvert tous les jours.

### Desserte
- Ligne Saikyō :
  - voie 1 : direction Ōmiya (interconnexion avec la ligne Kawagoe pour Kawagoe)
  - voie 2 : direction Ōsaki (interconnexion avec la ligne Rinkai pour Shin-Kiba)